# Municipio de Gypsum (condado de Sedgwick)
El municipio de Gypsum (en inglés: Gypsum Township) es un municipio ubicado en el condado de Sedgwick en el estado estadounidense de Kansas. En el año 2010 tenía una población de 7379 habitantes y una densidad poblacional de 80,94 personas por km².

## Geografía
El municipio de Gypsum se encuentra ubicado en las coordenadas 37°36′7″N 97°12′1″O / 37.60194, -97.20028. Según la Oficina del Censo de los Estados Unidos, el municipio tiene una superficie total de 91.16 km², de la cual 90.61 km² corresponden a tierra firme y (0.61%) 0.55 km² es agua.

## Demografía
Según el censo de 2010, había 7379 personas residiendo en el municipio de Gypsum. La densidad de población era de 80,94 hab./km². De los 7379 habitantes, el municipio de Gypsum estaba compuesto por el 86.24% blancos, el 4.62% eran afroamericanos, el 0.87% eran amerindios, el 3.4% eran asiáticos, el 0.18% eran isleños del Pacífico, el 1.41% eran de otras razas y el 3.28% pertenecían a dos o más razas. Del total de la población el 6.57% eran hispanos o latinos de cualquier raza.